# Coronidia durvillii
Coronidia durvillii är en fjärilsart som beskrevs av Achille Guenée 1857. Coronidia durvillii ingår i släktet Coronidia och familjen Sematuridae. Inga underarter finns listade i Catalogue of Life.